# Zizi Saint-Clair
Zizi Saint-Clair, née Geneviève Gourguet dans le 15e arrondissement de Paris le 8 juin 1942 et morte le 25 avril 2020 à Fontenay-lès-Briis, est une actrice française.

## Biographie
Zizi Saint-Clair est la fille du réalisateur Jean Gourguet sous la direction duquel elle a joué dans plusieurs films au cours de son enfance.
Elle a participé au documentaire de Christophe Bier, Jean Gourguet, un artisan du cinéma, sorti en 2007.

## Filmographie
(réalisateur : Jean Gourguet) 
- 1946 : Le Pavillon de la folle (moyen métrage)
- 1947 : La Neige du coucou (moyen métrage), Zizi
- 1949 : Les Orphelins de Saint-Vaast,  la petite Zizi
- 1950 : Zone frontière, Zizi
- 1951 : Trafic sur les dunes, Louisette Lesquin
- 1952 : Le Secret d'une mère,  Josette Martin
- 1952 : Une enfant dans la tourmente, Jeannette
- 1954 : La Fille perdue